# حسین علیزاده
حسین محمد علیزاده (زادهٔ ۱ شهریور ۱۳۳۰) موسیقی‌دان، آهنگساز، پژوهش‌گر و نوازنده تار و سه‌تار اهل ایران است. او ۳ بار نامزد دریافت ۳ جایزه گرمی شده است.
وی یکی از چهره‌های تحسین‌شده موسیقی فیلم در ایران به‌شمار می‌آید. آثاری چون در چشم باد (۱۳۸۲)، دلشدگان (۱۳۷۰)، گبه (۱۳۷۴)، زشت و زیبا (۱۳۷۷)، زمانی برای مستی اسب‌ها (۱۳۷۸)، لاک‌پشت‌ها هم پرواز می‌کنند (۱۳۸۶)، آواز گنجشک‌ها (۱۳۸۷)، ملکه (۱۳۹۰) و همه مادران من (۱۳۸۸) از ساخته‌های او هستند. حسین علیزاده با کسب ۴ سیمرغ بلورین برای فیلم‌های گبه، زشت و زیبا، آواز گنجشک‌ها و ملکه مشترکاً به همراه مجید انتظامی و محمدرضا علیقلی برنده بیشترین سیمرغ بلورین در بخش بهترین موسیقی متن از جشنواره فیلم فجر است.
حسین علیزاده از مهم‌ترین ارکان تربیتی و مربیان کانون پرورش فکری کودکان و نوجوانان در سال‌های دهه پنجاه بوده است.

## زندگی
حسین علیزاده در سال ۱۳۳۰ در منطقه سید نصرالدین بازار تهران از پدری اهل ارومیه زاده شد. پس از تحصیل در هنرستان موسیقی به دانشکدهٔ هنرهای زیبای دانشگاه تهران رفت و هم‌زمان در مرکز حفظ و اشاعهٔ موسیقی به یادگیری و اجرای کنسرت پرداخت. او نزد هوشنگ ظریف، حبیب‌الله صالحی، محمود کریمی، علی‌اکبر شهنازی، داریوش صفوت، نورعلی برومند، سعید هرمزی، یوسف فروتن و عبدالله دوامی موسیقی آموخته است. علیزاده در سال‌های آغازین دههٔ ۱۳۶۰ خورشیدی در مدرسهٔ عالی هنرهای برلین غربی (دانشگاه هنرهای برلین امروز) نیز تحصیل کرده است.
علیزاده در سال ۱۳۴۷ عضو ارکستر رودکی شد. او با عضویت در کانون فرهنگی و هنری چاووش همراه با دیگر استادان موسیقی ایران از جمله محمدرضا لطفی و پرویز مشکاتیان آثار جاودانه‌ای در موسیقی ایران به نام مجموعه آلبوم‌های چاووش اجرا کرد. همچنین با آموزش هنرجویان موسیقی تأثیر مهمی در تربیت موسیقی‌دانان و نوازندگان پس از انقلاب ۱۳۵۷ گذاشت. بخش مهمی از تصنیف‌های انقلابی آن روزگار از جمله تصنیف شهید با صدای شهرام ناظری از ساخته‌های علیزاده در آن دوران است.
علیزاده پس از انقلاب به دلیل فشارهای وارد بر جامعه هنری در سال ۱۳۶۲ از ایران خارج شد و نخست برای مدت کوتاهی به ایتالیا و پس از آن به آلمان رفت و در سال ۱۳۶۴ به ایران بازگشت.
علیزاده در اوایل دههٔ هفتاد ریاست هنرستان موسیقی را بر عهده داشت. وی از اواخر دهه ۷۰ تا سال ۱۳۸۴ با محمدرضا شجریان در قالب گروهی چهار نفره همراه با کیهان کلهر و همایون شجریان به برگزاری کنسرت و اجرای برنامه در کشورهای مختلف مشغول بود.

## زندگی شخصی
حسین علیزاده دارای دو فرزند به نام‌های صبا (نوازندهٔ کمانچه) و نیما (نوازندهٔ رباب و تار) است که هم‌اکنون در گروه هم‌آوایان زیر نظر علیزاده فعالیت دارند.

## افتخارات

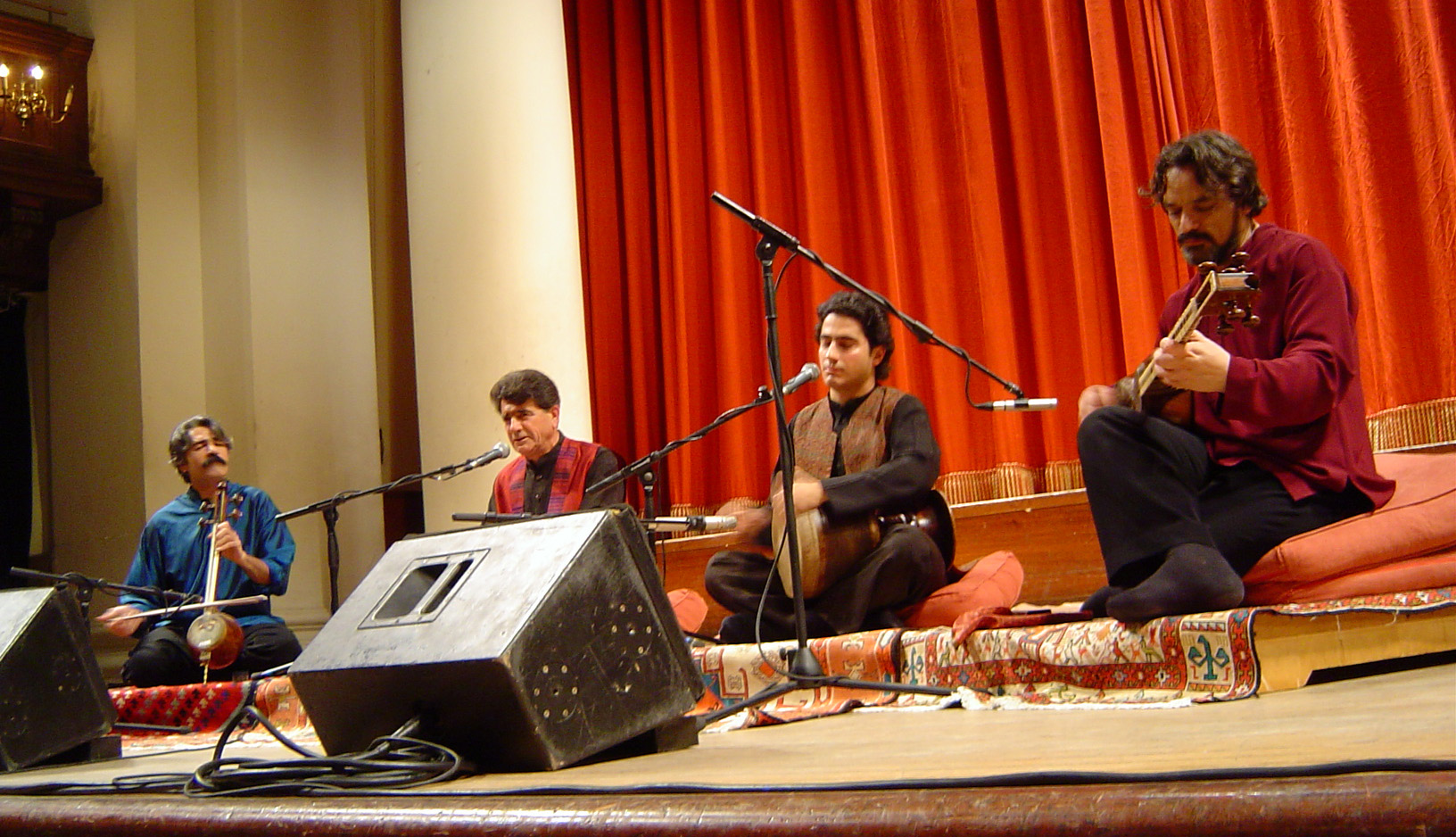
از راست به چپ: علیزاده، همایون شجریان، محمدرضا شجریان و کیهان کلهر

حسین علیزاده تا به حال سه بار برای آلبوم‌های فریاد، بی تو به سر نمی‌شود و به تماشای آب‌های سپید نامزد جایزه گرمی در بخش بهترین آلبوم سنتی جهان شده است.
- حسین علیزاده چهار بار جایزه بهترین موسیقی فیلم را از جشنواره فیلم فجر برای فیلم‌های گبه، زشت و زیبا، آواز گنجشک‌ها و ملکه به دست آورده است.
- دریافت جایزه بهترین موسیقی متن برای فیلم آسمان زرد کم‌عمق در جشن انجمن منتقدان سینمای ایران در سال ۱۳۹۲.[۱۲]
- علیزاده در ۷ آذر ۱۳۹۳ در نامه‌ای از دریافت نشان شوالیه هنر و ادب فرانسه (لژیون دونور) اعلام انصراف کرد و نوشت که «خود را بی‌نیاز از دریافت هر نشانی» می‌داند. علیزاده در عین حال گفت «هدیه ملت بافرهنگ فرانسه» را «ارج می‌نهیم». او در نامه خود گفت: «اگر سفیر سیاسی و فرهنگی کشور فرانسه هدیه ملت بافرهنگ فرانسه را به سینه هنرمندان بزرگ ما نصب می‌کند، آن را ارج می‌نهیم و ما نیز ستایش می‌کنیم ستارگان پرافتخار تاریخ خود را.» علیزاده با این حال اضافه کرد: «شاید اگر در دیار ما توجه و درک از هنر والای موسیقی نزد مسئولان می‌بود، یک هدیه و عنوان غیرخودی این همه انعکاس نداشت. وقتی در فضای هنری نور کافی نباشد، چراغی کوچک خورشید می‌شود». او در پایانِ نامه خود نوشت: «ضمن قدردانی از مسئولان کشور و سفارت فرانسه، به احترام مردم هنرپرور و هنردوست ایران، به نام حسین علیزاده قناعت کرده، تا آخر عمر به آن پیشوند یا پسوندی نخواهم افزود.»[۱۳][۱۴]
- دریافت جایزهٔ دو سالانهٔ موسیقی جهانی آسیا (به انگلیسی: Asian world music Award) از بنیاد مرکز موسیقی جهان (به انگلیسی: World Music center) کره‌جنوبی در ۴ خرداد ۱۳۹۶ (۲۶ می ۲۰۱۷). این جایزه به هنرمندانی که باعث ارتباط کشورشان با دیگر نقاط جهان به‌ویژه کشورهای آسیایی شده‌اند، اهدا می‌شود.[۱۵][۱۶]

## ابتکارها
سلانه، سازی است که سیامک افشاری زیر نظر علیزاده ساخته است و صدایی شبیه عود و تار دارد.
از دیگر ابتکارهای حسین علیزاده ابداع مقام داد و بیداد که از ترکیب گوشهٔ «داد» از دستگاه ماهور و گوشهٔ «بیداد» از دستگاه همایون است.

## آثار
| آلبوم‌ها                                       | آلبوم‌ها       | آلبوم‌ها         | آلبوم‌ها | آلبوم‌ها                                  | آلبوم‌ها                                      | آلبوم‌ها                                                                             |
| --------------------------------------------- | ------------- | --------------- | ------- | ---------------------------------------- | -------------------------------------------- | ----------------------------------------------------------------------------------- |
| نام آلبوم                                     | سال انتشار    | آهنگساز         | نوازنده | خواننده                                  | ناشر                                         | توضیحات                                                                             |
| واریاسیون‌های کردی، ارکسترال                   | -             | آری             | آری     |                                          |                                              |                                                                                     |
| عصیان، ارکسترال                               | -             | آری             | آری     |                                          |                                              |                                                                                     |
| سواران دشت امید                               | ۱۳۵۶          | آری             | آری     | بیژن کامکار، شهرام ناظری                 |                                              |                                                                                     |
| حصار                                          | ۱۳۵۶          | آری             | آری     |                                          |                                              | قطعه موسیقی                                                                         |
| دستگاه نوا                                    |               | آری             | آری     | پریسا                                    |                                              |                                                                                     |
| ماهور                                         |               | آری             | آری     | پریسا                                    |                                              |                                                                                     |
| کنسرت همایون                                  | -             | آری             | آری     |                                          | مؤسسه فرهنگی-هنری ماهور                      | دونوازی ابداعی با سه‌تار و تنبک مجید خلج                                             |
| راست پنجگاه                                   | -             | آری             | آری     |                                          | مؤسسه فرهنگی-هنری ماهور                      | دونوازی ابداعی با تار و تنبک مجید خلج                                               |
| کنسرت نوا                                     | -             | آری             | آری     |                                          | مؤسسه فرهنگی-هنری ماهور                      | دونوازی با تار و تنبک مجید خلج                                                      |
| سرودهای آذربایجان                             | -             | آری             | آری     |                                          |                                              |                                                                                     |
| ماهور                                         | ۱۳۶۱          | آری             | آری     |                                          | مؤسسه فرهنگی-هنری ماهور                      | تک نوازی با تار                                                                     |
| سه‌گاه                                         | ۱۳۶۲          | آری             | آری     |                                          | مؤسسه فرهنگی-هنری ماهور                      | تک نوازی با تار                                                                     |
| نی‌نوا                                         | ۱۳۶۲          | آری             | آری     |                                          | مؤسسه فرهنگی-هنری ماهور - کرشمه              |                                                                                     |
| نوروز                                         | ۱۳۶۲          | آری             | آری     | شهرام ناظری                              | world network                                |                                                                                     |
| ترکمن                                         | ۱۳۶۷          | آری             | آری     |                                          | مؤسسه فرهنگی-هنری ماهور                      | تک نوازی ابداعی با سه‌تار                                                            |
| شورانگیز                                      | ۱۳۶۷          | آری             | آری     | شهرام ناظری                              | مؤسسه فرهنگی-هنری ماهور                      |                                                                                     |
| راز و نیاز                                    | ۱۳۶۷          | آری             | آری     | علی‌رضا افتخاری                           | مؤسسه فرهنگی-هنری ماهور                      | اجرا با گروه عارف                                                                   |
| نوبانگ کهن                                    | ۱۳۶۸          | آری             | آری     |                                          | مؤسسه فرهنگی-هنری ماهور                      |                                                                                     |
| آوای مهر                                      | ۱۳۷۰          | آری             | آری     |                                          | مؤسسه فرهنگی-هنری ماهور                      |                                                                                     |
| صبحگاهی                                       | ۱۳۷۲          | آری             | آری     | محسن کرامتی                              | مؤسسه فرهنگی-هنری ماهور                      |                                                                                     |
| همنوایی                                       | ۱۳۷۲          | آری             | آری     |                                          | مؤسسه فرهنگی-هنری ماهور                      | با همکاری ارشد طهماسبی و داریوش زرگری                                               |
| پایکوبی                                       | ۱۳۷۲          | آری             | آری     |                                          | مؤسسه فرهنگی-هنری ماهور                      | تک نوازی ابداعی با سه‌تار                                                            |
| پریا و قصهٔ دخترای ننه دریا                    | ۱۳۷۳          | آری             | آری     |                                          | مؤسسه فرهنگی-هنری ماهور                      |                                                                                     |
| راز نو                                        | ۱۳۷۵          | آری             | آری     | افسانه رثایی، محسن کرامتی، علی صمدپور    | مؤسسه فرهنگی-هنری ماهور                      |                                                                                     |
| از اعصار (آلبوم)                              | ۱۳۷۸          | آری             | آری     | افسانه رثایی، محسن کرامتی، علی شیرازی    | مؤسسه فرهنگی-هنری ماهور                      |                                                                                     |
| چهارگاه ـ بیات ترک                            | ۱۳۸۰          | آری             | آری     |                                          | مؤسسه فرهنگی-هنری ماهور                      | با همکاری حسین عمومی و محمد قوی‌حلم                                                  |
| هجرانی                                        | ۱۳۸۰          | آری             | آری     |                                          | مؤسسه فرهنگی-هنری ماهور                      |                                                                                     |
| پرنده‌ها                                       |               | آری             | آری     | هما نیکنام                               |                                              | و تنبک مجید خلج                                                                     |
| ساز نو                                        |               | آری             | آری     | افسانه رثایی                             |                                              | و تنبک مجید خلج                                                                     |
| مادران زمین                                   |               | آری             | آری     | هما نیکنام، افسانه جهانگیری، پروین نمازی |                                              | تنبک مجید خلج                                                                       |
| زمستان است                                    | ۱۳۸۰          | آری             | آری     | محمدرضا شجریان                           | دل آواز                                      |                                                                                     |
| بی تو بسر نمی‌شود                              | ۱۳۸۱          | آری             | آری     | محمدرضا شجریان                           | دل آواز                                      |                                                                                     |
| سلانه                                         | ۱۳۸۱          | آری             | آری     |                                          | مؤسسه فرهنگی-هنری ماهور                      |                                                                                     |
| فریاد                                         | ۱۳۸۳          | آری             | آری     | محمدرضا شجریان                           | دل آواز                                      |                                                                                     |
| به تماشای آب‌های سپید                          | ۱۳۸۲          | آری             | آری     | افسانه رثایی                             | هرمس                                         | با همکاری جیوان گاسپاریان- نامزد دریافت جایزه گرمی برای بهترین موسیقی سنتی جهان شد. |
| ساز خاموش                                     | ۱۳۸۶          | آری             | آری     | محمدرضا شجریان                           | دل آواز                                      |                                                                                     |
| سرود مهر                                      | ۱۳۸۶          | آری             | آری     | محمدرضا شجریان                           | دل آواز                                      |                                                                                     |
| سرود گل                                       | ۱۳۸۶          | آری             | آری     | افسانه رثایی                             |                                              | تنبک مجید خلج                                                                       |
| آن و آن                                       | ۱۳۸۷          | آری             | آری     |                                          | هرمس                                         | دو نوازی سه‌تار و تنبک با پژمان حدادی                                                |
| ماه و مه                                      | ۱۳۸۸          | آری             | آری     |                                          | هرمس                                         | تکنوازی ساز شورانگیز                                                                |
| من اگر پرنده بودم                             | ۱۳۸۸          | آری             | آری     | راحله برزگری (رها)                       | انتشارت کالیفرنیا، آمریکا                    | گروه‌نوازی، تصنیف و آواز به همراه گروه هم‌آوایان                                      |
| نوای نور                                      | ۱۳۸۸          | آری             | آری     |                                          | آوای خورشید در ایران و شرکت باموزیک در اروپا | دونوازی شورانگیز و تنبک مجید خلج                                                    |
| باده تویی                                     | ۱۳۹۲          | آری             | آری     |                                          | نغمه حصار                                    | به‌همراه گروه هم‌آوایان                                                               |
| سربداران                                      | ۱۳۹۲          | فرهاد فخرالدینی | آری     | بیژن کامکار                              | استودیو صبا                                  | موسیقی متن مجموعه تلویزیونی سربداران                                                |
| کنسرت باده تویی                               | اردیبهشت ۱۳۹۳ | آری             | آری     | محمد معتمدی                              |                                              | به‌همراه گروه هم‌آوایان، آلبوم تصویری (ضبط کنسرت) مربوط به اجرای زنده آلبوم باده تویی |
| عشقیم گل                                      | ۱۳۹۴          | آری             | آری     | تکخوان محمد معتمدی                       |                                              | به همراه گروه هم آوایان                                                             |
| غمنومه فریدون                                 | تیر ۱۳۹۶      | آری             | آری     |                                          |                                              | نویسنده و کارگردان پیمان قدیمی، اثر شنیداری                                         |
| دستگاه‌های موسیقی ایرانی به روایت حسین علیزاده | مهر ۱۴۰۳      | آری             | آری     |                                          | انتشارات کارمان                              |                                                                                     |

## موسیقی فیلم
| موسیقی متن فیلم و سریال  | موسیقی متن فیلم و سریال | موسیقی متن فیلم و سریال | موسیقی متن فیلم و سریال | موسیقی متن فیلم و سریال | موسیقی متن فیلم و سریال | موسیقی متن فیلم و سریال                                |
| ------------------------ | ----------------------- | ----------------------- | ----------------------- | ----------------------- | ----------------------- | ------------------------------------------------------ |
| نام فیلم/آلبوم           | سال                     | آهنگساز                 | نوازنده                 | خواننده                 | ناشر                    | توضیحات                                                |
| چوپانان کویر             | ۱۳۵۹                    | آری                     | آری                     |                         |                         |                                                        |
| میراث کهن                |                         | آری                     | آری                     |                         | مؤسسه فرهنگی-هنری ماهور |                                                        |
| از اعصار                 |                         | آری                     | آری                     |                         | مؤسسه فرهنگی-هنری ماهور |                                                        |
| دلشدگان                  | ۱۳۷۰                    | آری                     | آری                     | محمدرضا شجریان          | دل آواز                 |                                                        |
| گبه                      | ۱۳۷۴                    | آری                     | آری                     |                         | ماهور                   | برندهٔ سیمرغ بلورین بهترین موسیقی متن جشنواره فیلم فجر  |
| ابر و آفتاب              | ۱۳۷۵                    | آری                     | آری                     |                         |                         |                                                        |
| مدرسه‌ای که باد برد       | ۱۳۷۶                    | آری                     | آری                     |                         |                         |                                                        |
| ایران سرای من است        | ۱۳۷۷                    | آری                     | آری                     |                         | مؤسسه فرهنگی-هنری ماهور |                                                        |
| زشت و زیبا               | ۱۳۷۷                    | آری                     | آری                     |                         | مؤسسه فرهنگی-هنری ماهور | برندهٔ سیمرغ بلورین بهترین موسیقی متن جشنواره فیلم فجر  |
| دختران خورشید            | ۱۳۷۸                    | آری                     | آری                     |                         |                         |                                                        |
| عشق طاهر                 | ۱۳۷۸                    |                         | آری                     |                         |                         |                                                        |
| ابجد                     | ۱۳۸۱                    | آری                     | آری                     |                         |                         |                                                        |
| قلمرو بهشت               |                         | آری                     |                         |                         |                         | بخشی از موسیقی متن پادشاهی بهشت، اثر ریدلی اسکات، ۲۰۰۵ |
| لاک‌پشت‌ها هم پرواز می‌کنند | ۱۳۸۳                    | آری                     | آری                     |                         | مؤسسه فرهنگی-هنری ماهور |                                                        |
| زیر تیغ                  | ۱۳۸۵                    | آری                     | آری                     |                         | مؤسسه فرهنگی-هنری ماهور |                                                        |
| نیوه‌مانگ                 | ۱۳۸۶                    | آری                     | آری                     |                         |                         |                                                        |
| آواز گنجشک‌ها             | ۱۳۸۷                    | آری                     | آری                     |                         | هرمس                    | برندهٔ سیمرغ بلورین بهترین موسیقی متن جشنواره فیلم فجر  |
| در آن سوی                | ۱۳۸۸                    | آری                     | آری                     |                         | آوای خورشید             | موسیقی متن فیلم مستند همه مادران من                    |
| ملکه                     | ۱۳۹۰                    | آری                     | آری                     |                         |                         | برندهٔ سیمرغ بلورین بهترین موسیقی متن جشنواره فیلم فجر  |
| در چشم باد               | ۱۳۹۱                    | آری                     | آری                     |                         |                         | مجموعه تلویزیونی                                       |
| آسمان زرد کم عمق         | ۱۳۹۱                    | آری                     | آری                     |                         |                         |                                                        |
| آتابای                   | ۱۳۹۸                    | آری                     | آری                     |                         |                         |                                                        |

## کتاب‌ها
- ده قطعه برای تار ۱، نشر مؤسسه فرهنگی-هنری ماهور
- ده قطعه برای تار ۲، نشر مؤسسه فرهنگی-هنری ماهور
- ده قطعه برای تار ۳، نشر مؤسسه فرهنگی-هنری ماهور
- ده قطعه برای تار ۴، نشر مؤسسه فرهنگی-هنری ماهور
- ده قطعه برای تار ۵، نشر مؤسسه فرهنگی-هنری تار و پود
- ده قطعه برای تار ۶، نشر مؤسسه فرهنگی-هنری تار و پود
- پارتیتور نی‌نوا، نشر مؤسسه فرهنگی-هنری تار و پود
- آموزش سه‌تار، دوره مقدماتی، مؤسسه فرهنگی-هنری ماهور
- آموزش تار و سه‌تار، دوره متوسطه، مؤسسه فرهنگی-هنری ماهور
- ردیف مقدماتی تار و سه‌تار، (کتاب سوم هنرستان)
- بوسه‌های باران (تصنیف‌های حسین علیزاده) نشر مؤسسه فرهنگی-هنری ماهور، ۱۳۸۴، بازنویسی و نت‌نگاری: علی صمدپور[۲۰]

## نگارخانه

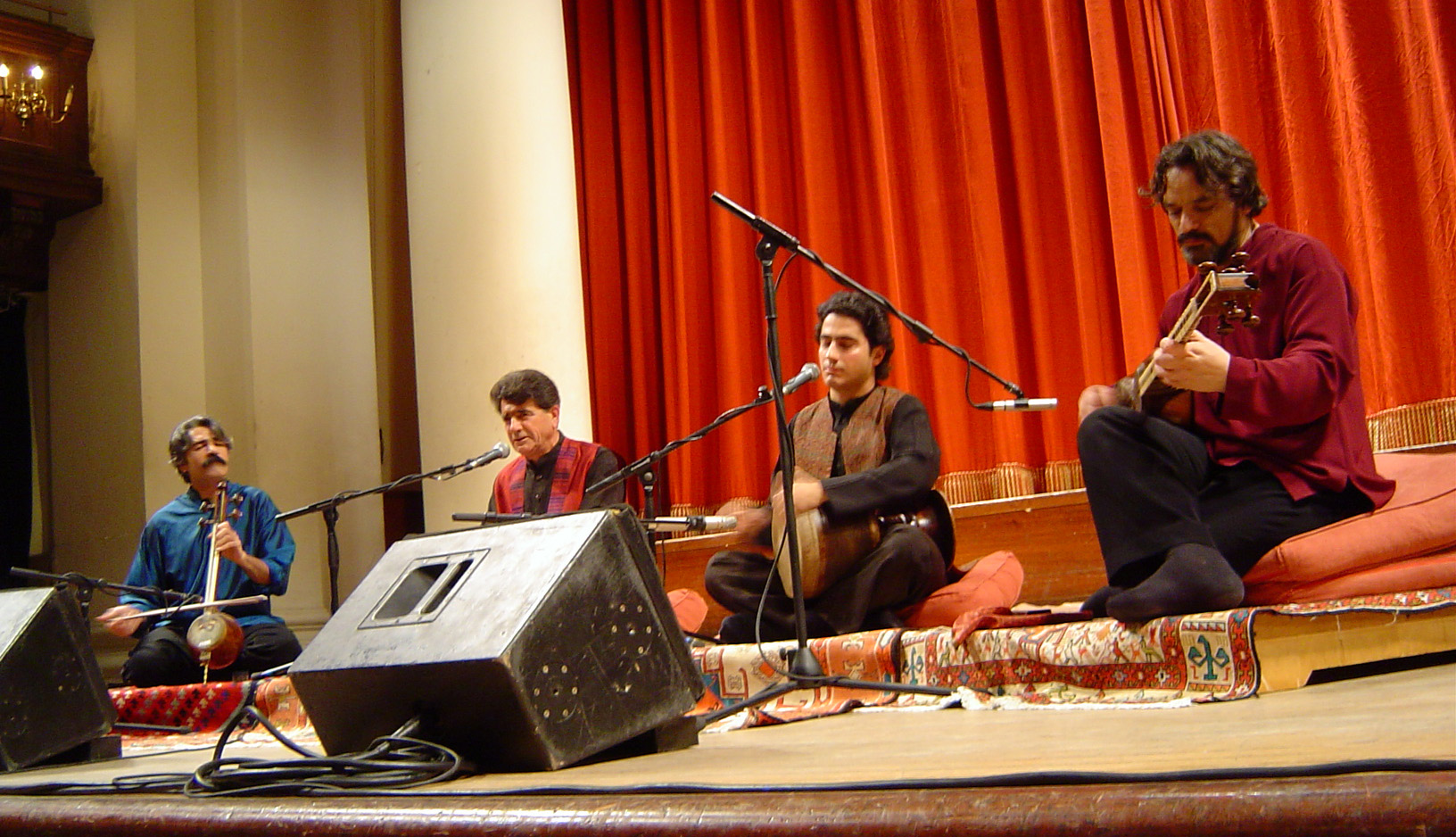
محمدرضا شجریان،حسین علیزاده، کیهان کلهر و همایون شجریان در کنسرت لندن
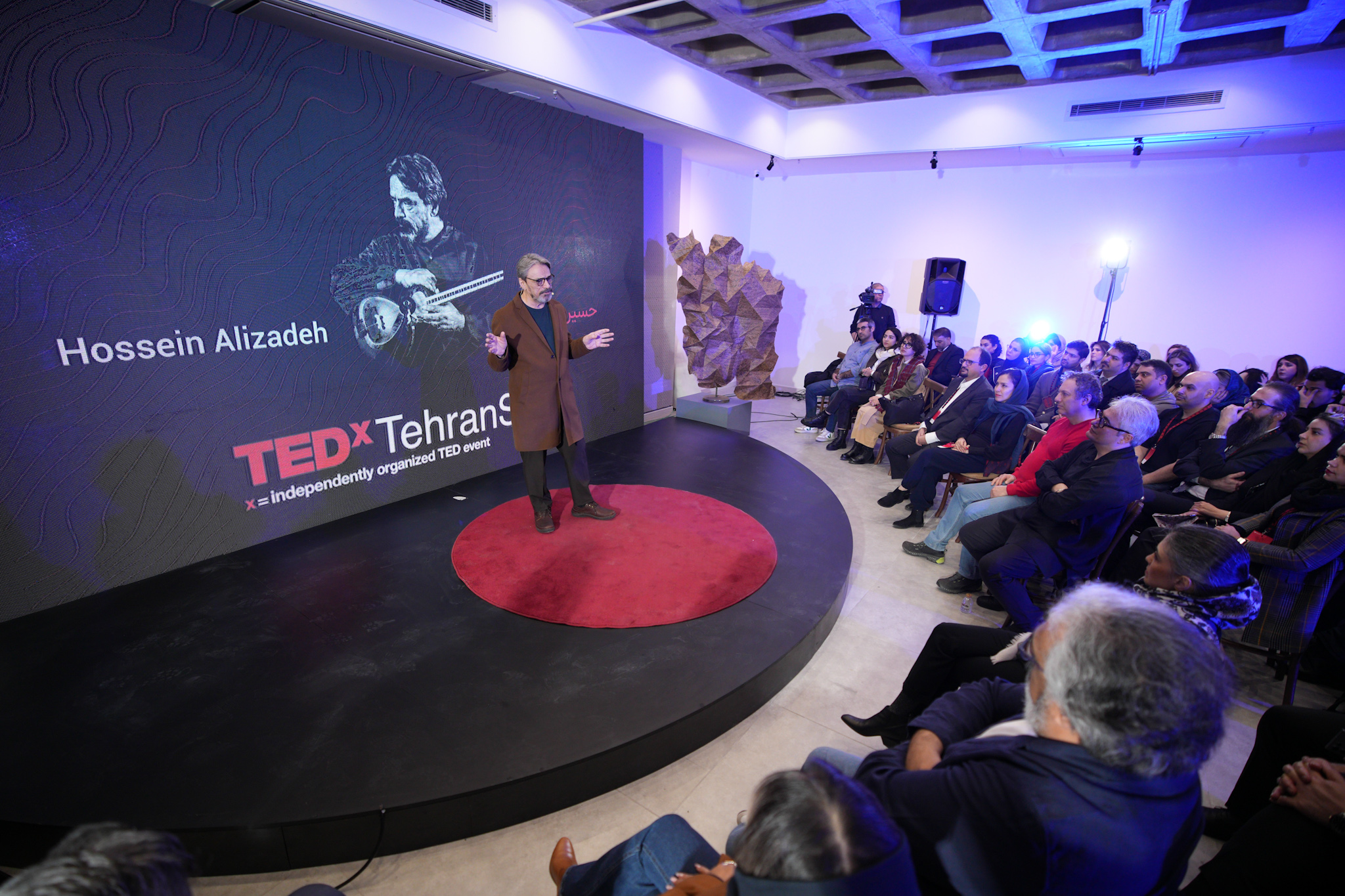
استاد حسین علیزاده در حال سخنرانی در رویداد تداکس تهران
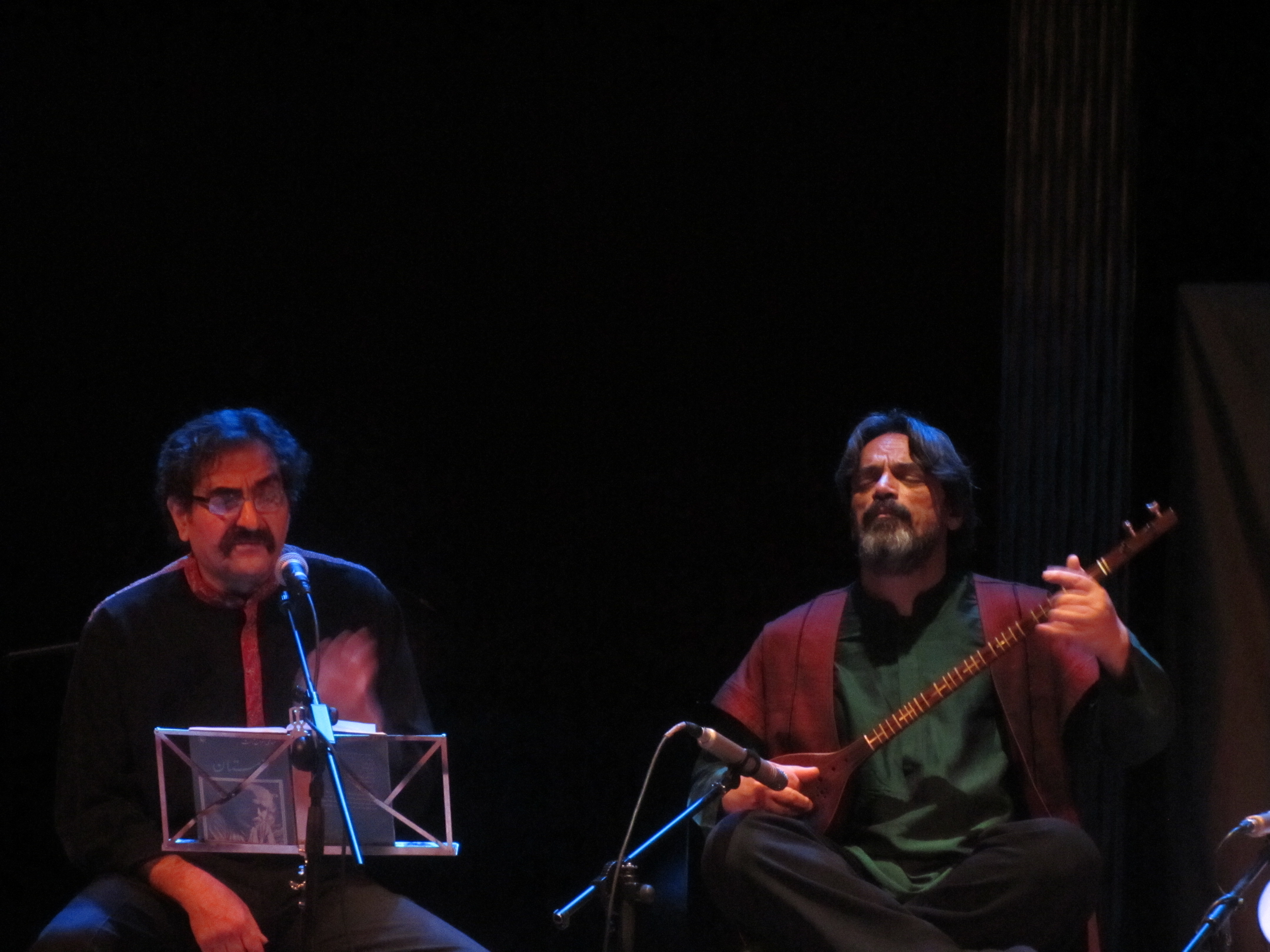
حسین علیزاده در کنسرت مادرید، ماه مه ۲۰۱۱
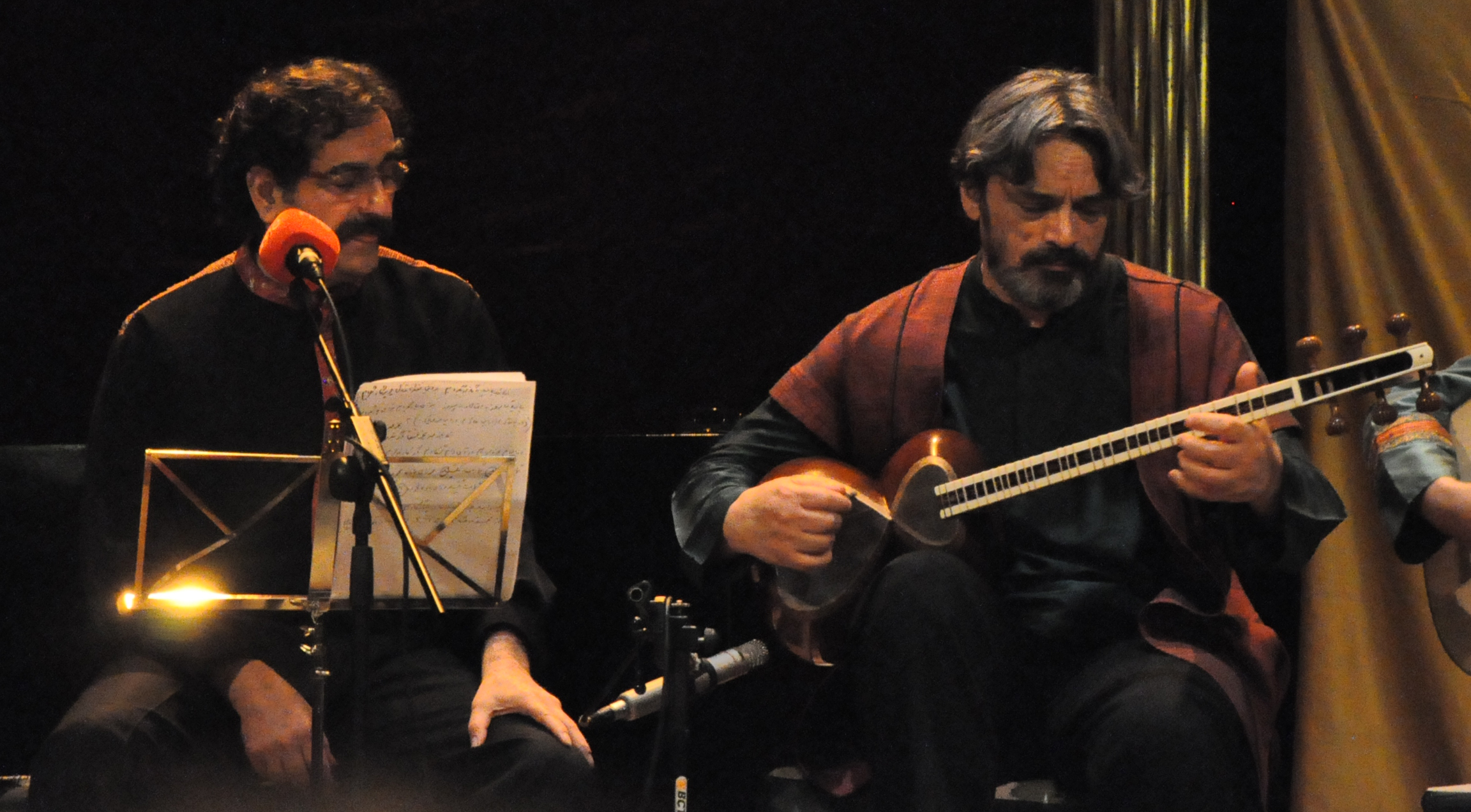
حسین علیزاده و شهرام ناظری در کنسرت مادرید، ماه مه ۲۰۱۱
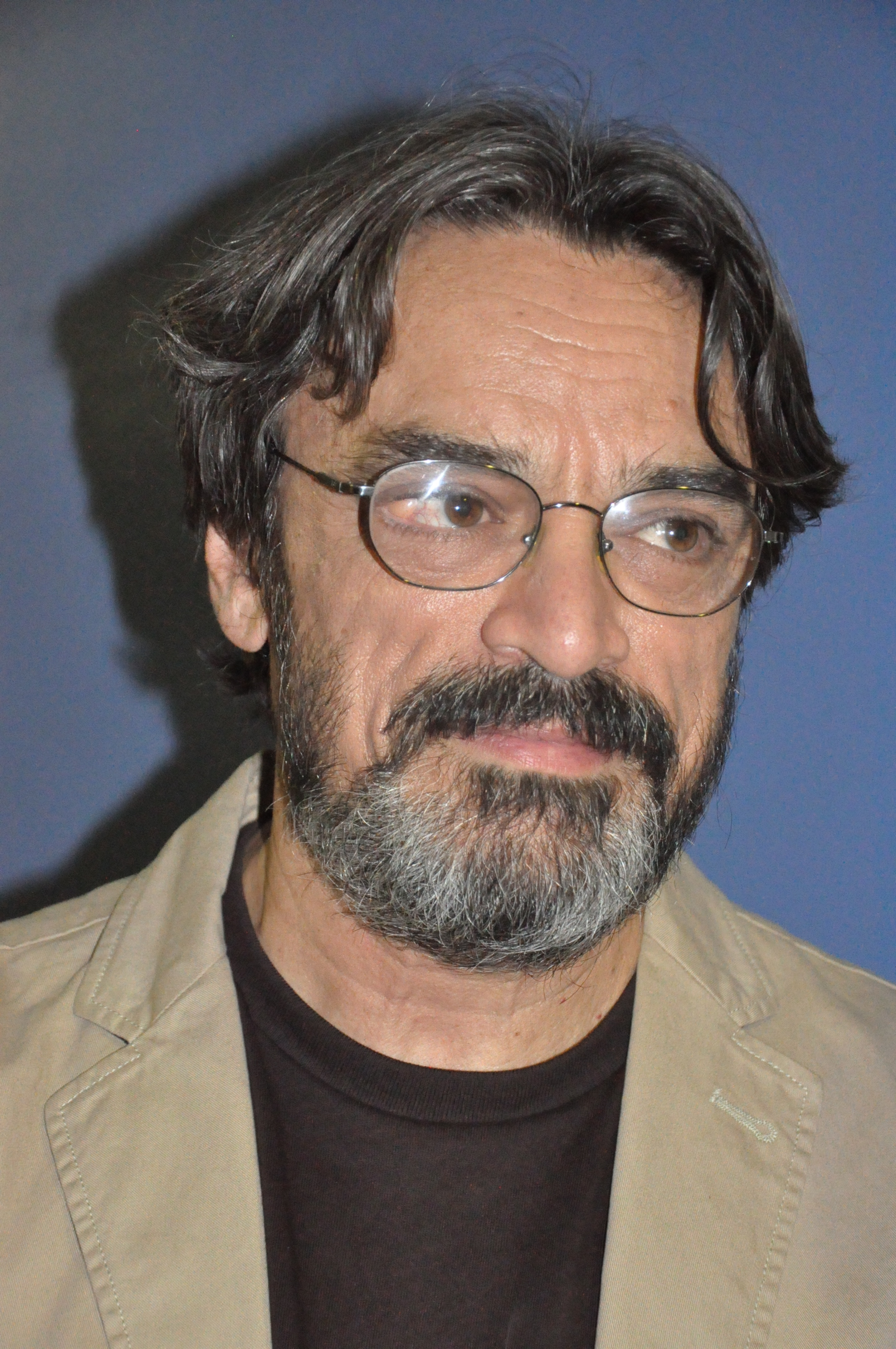
حسین علیزاده در کنسرت مادرید، ماه مه ۲۰۱۱
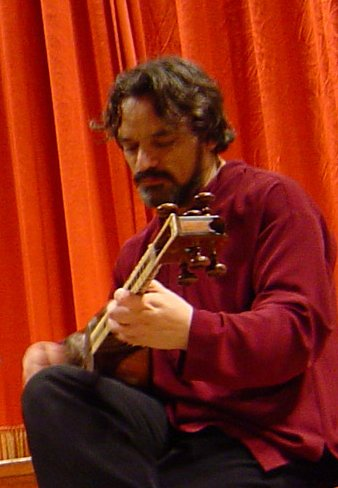
حسین علیزاده در کنسرت لندن
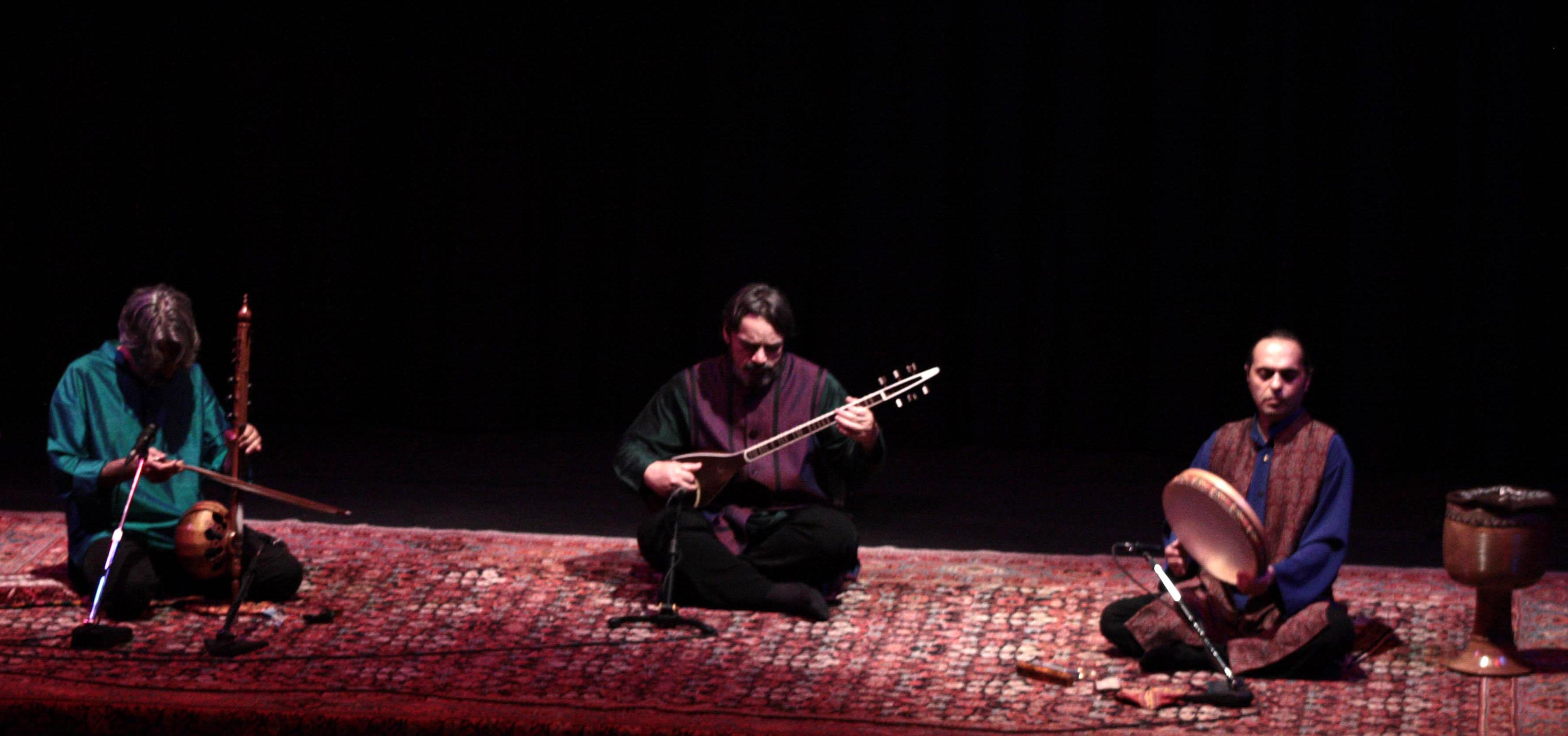
کنسرت میلان ۲۰۱۰ حسین علیزاده، کیهان کلهر و مجید خلج
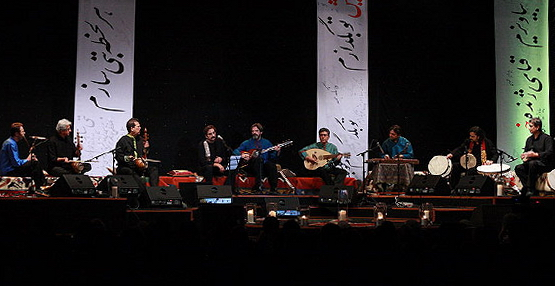
حسین علیزاده و شهرام ناظری در کنسرت گروه دوستی